# استاتیک سیالات
استاتیک سیالات (به انگلیسی: Fluid statics) یا هیدرواستاتیک (به انگلیسی: Hydrostatics) زیرشاخه‌ای از علم مکانیک سیالات است که به بررسی سیالات و معادلات حاکم بر آن در حالت سکون می‌پردازد.

## فشار در سیال در حال سکون
به علت ماهیت سیالات یک سیال در اثر تنش برشی نمی‌تواند ساکن بماند. اما سیالات می‌توانند فشار نرمال (عمودی) را به هر سطح در تماسی اعمال کنند. اگر یک جزء مکعبی بسیار کوچک از سیال را در نظر بگیریم این جزء (المان) از اصل تعادل پیروی می‌کند یعنی فشار وارده بر هر وجه این مکعب باید مساوی باشد. اگر اینطور نبود این المان در حال حرکت در جهت نیروی خالص اعمالی به المان خواهد بود که با ساکن بودن سیال در تناقض است؛ بنابراین فشار وارده بر سیال در حال سکون ایزوتروپیک (دارای شدت برابر از هر سو) است. این خاصیت است که به سیال اجازه انتقال نیرو را در طول لوله‌ها می‌دهد یعنی نیروی وارد شده به سیال در یک سر لوله به وسیله سیال به سر دیگر منتقل می‌شود.
این موضوع اولین بار توسط پاسکال فیلسوف و ریاضی‌دان فرانسوی به‌طور مختصر فرمول بندی شد و بعدها به عنوان قانون پاسکال شناخته شد. این قانون کاربردهای فراوانی در هیدرواستاتیک دارد.

### فشار هیدرواستاتیک
فشار هیدرواستاتیک عبارت است از فشار وارد شده توسط سیال در حال تعادل که به علت نیروی جاذبه اعمال می‌گردد. فشار هیدرواستاتیک را می‌توان بوسیله یک جزء مکعبی بینهایت کوچک از سیال تحلیل کرد. از آنجایی که فشار به عنوان نیروی وارد بر سطح شناخته می‌شود(p = F/A، که p: فشار، F: نیروی عمود بر سطح A, A: مساحت)
واینکه تنها نیروی اعمالی به این جزء کوچک نیروی وزن ستون سیال بالای آن است نیروی هیدرو استاتیک را می‌توان توسط فر مول زیر محاسبه کرد:
{\displaystyle p(z)={\frac {1}{A}}\int _{z_{0}}^{z}dz'\iint \limits _{A}dx'dy'\,\rho (z')g(z')=\int _{z_{0}}^{z}dz'\,\rho (z')g(z')}،
که در آن:
- p فشار هیدرواستاتیک (Pa),
- ρ چگالی سیال(kg/m3),
- g شتاب گرانش (m/s2),
- A مساحت سطح مورد بررسی (m2),
- z ارتفاع سطح مورد بررسی (m),
- z0 ارتفاع نقطه مبنای فشار (m).

رابطه بالا برای مایعات در اکثر مواقع می‌تواند ساده‌تر شود. با استفاده از دو فرض: تراکم ناپذیر بودن مایعات (ثابت بودن چگالی سیال) و ثابت فرض کردن شتاب گرانش (در اکثر مواقع ارتفاع ستون سیال بالای سطح مورد نظر در مقایسه با شعاع زمین بسیار کوچکتر است) می‌توان به فرمول زیر رسید:
{\displaystyle \ p=\rho gh}،
در رابطه بالا h ارتفاع بین z-z0 است. در رابطه بالا z0 باید روی سطح سیال در نظر گرفته شود در غیر این صورت رابطه انتگرالی به چند بخش باید تفکیک شود همچنین فرمول بالا فشار را در حالت خلاء بیان می‌کند فشار مطلق سیال در اتمسفر برابر:
{\displaystyle \ p=\rho gH+p_{\mathrm {atm} }}،
که در آن H ارتفاع کل ستون سیال از سطح مورد نظر تا سطح سیال و patm فشار اتمسفر است

### فشار اتمسفر
در دمای ثابت می‌توان فشار اتمسفر را از رابطه زیر معلوم کرد:
{\displaystyle \ p(h)=p(0)e^{-Mgh/kT}}
که در آن:
g = شتاب گرانش
T = دمای مطلق (یعنی به کلوین)
k = ثابت بولتزامن
M = جرم مولکولی (جرم یک عدد مولکول)
p = فشار
h = ارتفاع
برای گازهایی که ترکیبی از چند مولکول هستند می‌توان با فرض تک مولکولی بودن فشار را برای تمام ملکول‌ها از رابطه بالا محاسبه کرد و با استفاده از این مقادیر فشار گاز را معلوم ساخت.